# 飛騨金山駅
飛驒金山駅（ひだかなやまえき）は、岐阜県下呂市金山町大船渡にある、東海旅客鉄道（JR東海）高山本線の駅である。
特急「ひだ」の一部が停車する。
飛驒金山という駅名だが、下呂市金山地区はもともとは美濃国（武儀郡）である。ただし駅は金山地区から飛騨川・馬瀬川合流点にかかる金山橋を渡った先の、飛騨国（益田郡）である市内下原地区にあり、飛騨路の入口ということで命名された。これらの地域が昭和の大合併により益田郡金山町が発足し、金山町全体が飛騨地方に組み込まれたのは、駅の開業から27年後の1955年である。

## 歴史
- 1928年（昭和3年）3月21日：高山線（1934年に高山本線へ改称）が白川口駅から延伸した際に、その終着駅として開業[1]。旅客及び貨物の取扱を開始[2]。
- 1929年（昭和4年）4月14日：高山線が焼石駅まで延伸。途中駅となる。
- 1978年（昭和53年）12月21日：貨物の取扱を廃止[2]。
- 1985年（昭和60年）3月14日：荷物扱い廃止[2]。
- 1987年（昭和62年）4月1日：国鉄分割民営化により、東海旅客鉄道の駅となる[2]。
- 2001年（平成13年）9月：駅弁の販売を終了[1]。
- 2012年（平成24年）4月1日：地元観光協会による簡易委託駅となる[1]。

## 駅構造
単式ホーム1面1線と島式ホーム1面2線、計2面3線のホームを持つ地上駅。単式ホームの1番線が下り本線、島式ホームの片側の2番線が上り本線、もう片側の3番線が上下副本線となっている。3番線は普通列車用で、特急待避のほか1日1本設定されている当駅折り返し列車が使用している。3番線の外側に保線車両用の側線が若干数あり。島式ホーム上に待合室がある。また、屋根付きの跨線橋が設置されている。木造駅舎を有する。
蒸気機関車運行時代は貨物列車において岐阜方のC58形と高山方のD51形の機関車付け替えを行っていたため、広い構内に面影が残る。当時は転車台も設置されていた。
地元観光協会の職員が業務を担当する簡易委託駅で、下呂駅が当駅を管理している。2012年3月31日までは東海交通事業の職員が業務を担当する業務委託駅で、みどりの窓口が設置されていた。自動販売機が駅舎を出てすぐの所に設置されている。

### のりば
| 番線 | 路線      | 方向 | 行先               |
| ---- | --------- | ---- | ------------------ |
| 1    | CG 高山線 | 下り | 下呂・高山方面     |
| 2・3 | CG 高山線 | 上り | 美濃太田・岐阜方面 |

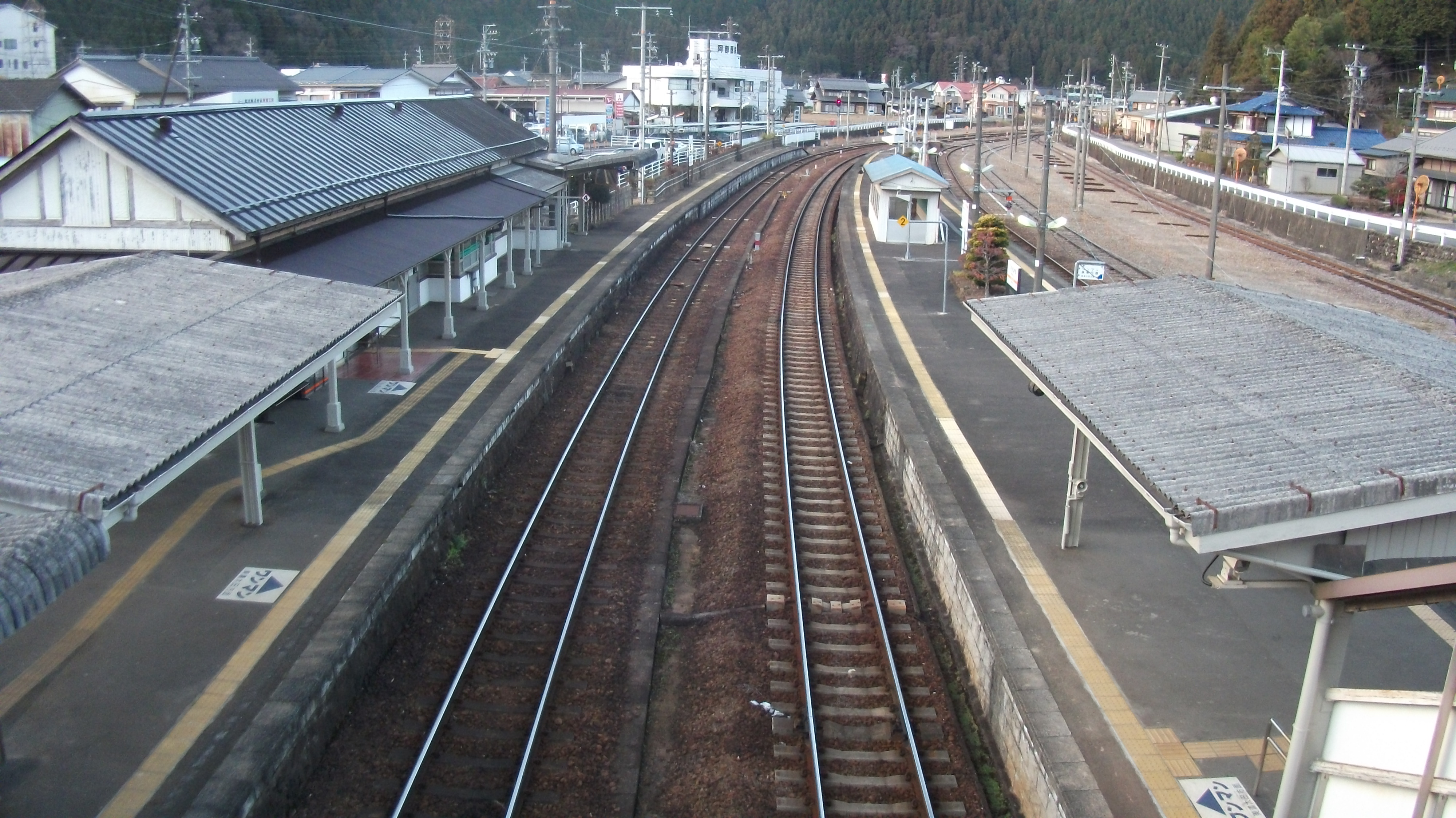
跨線橋から焼石方面を望む（2011年12月）
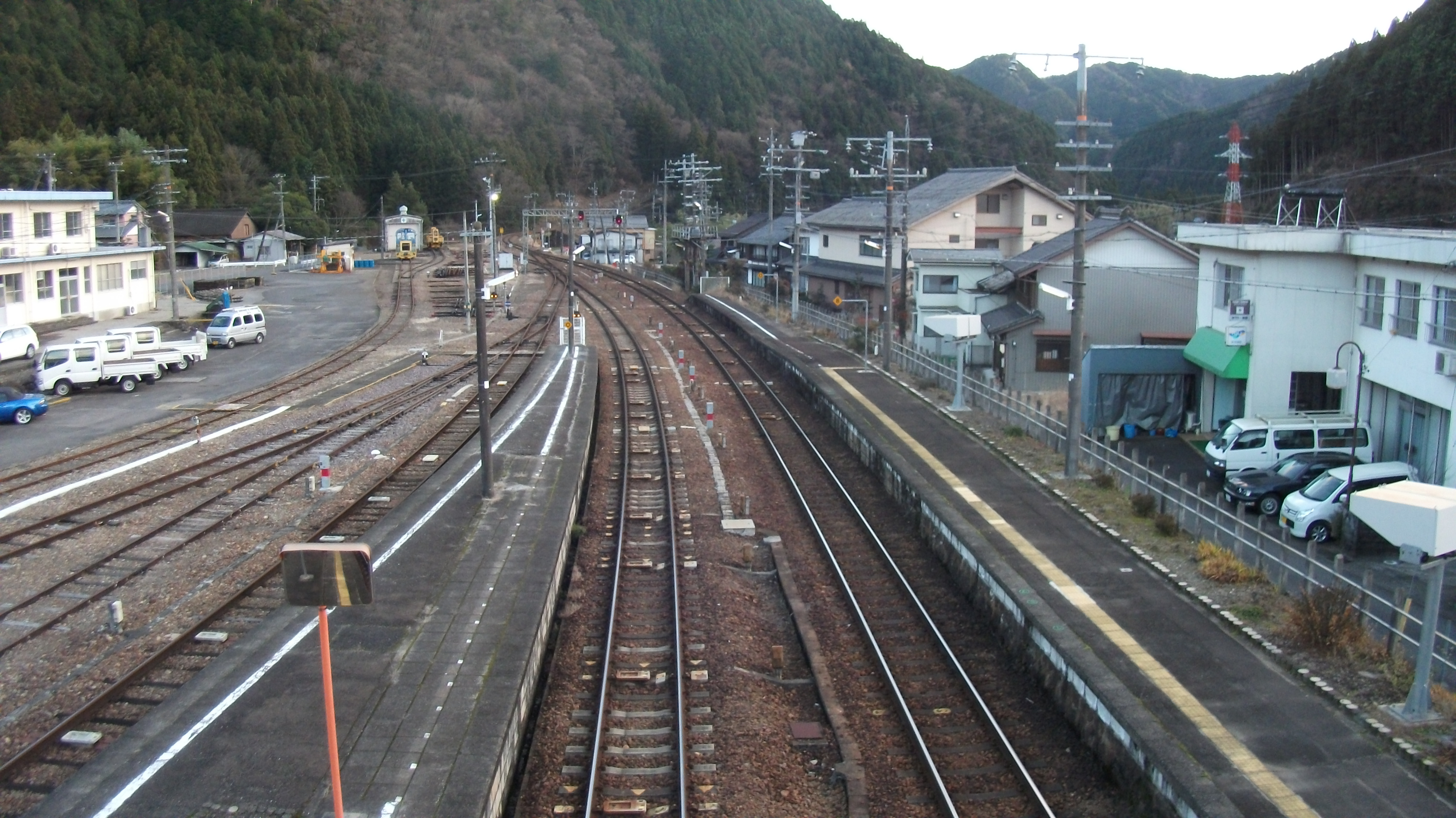
跨線橋から下油井方面を望む（2011年12月）
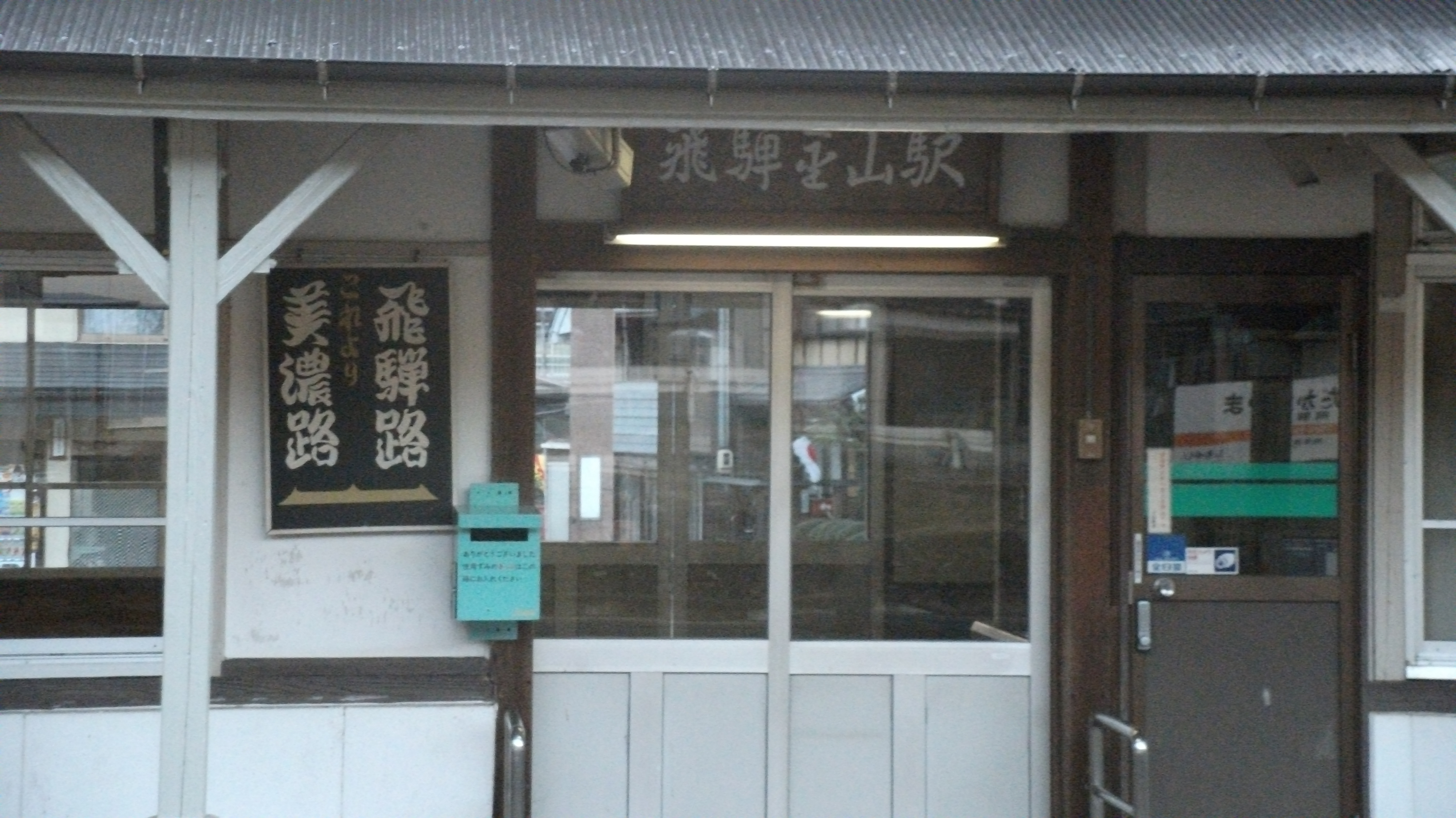
下油井方面が美濃路、焼石方面が飛騨路（2011年12月）
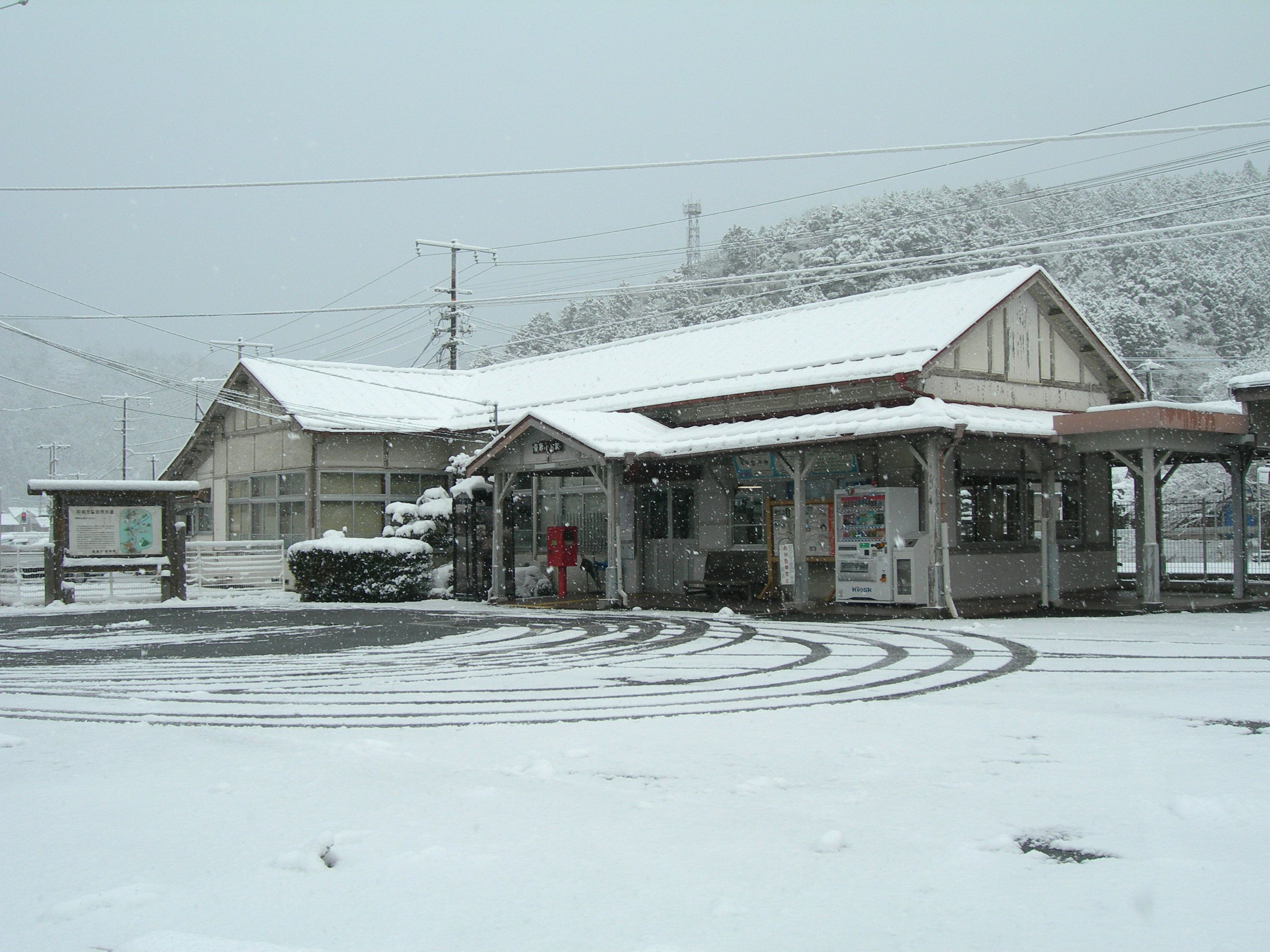
駅舎（2010年1月）
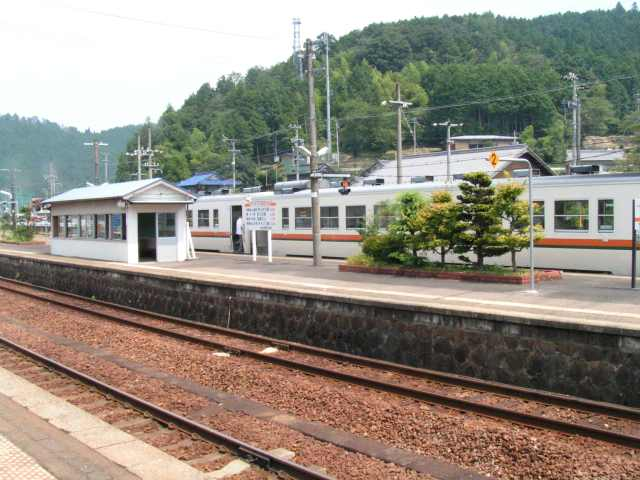
構内（2006年8月）
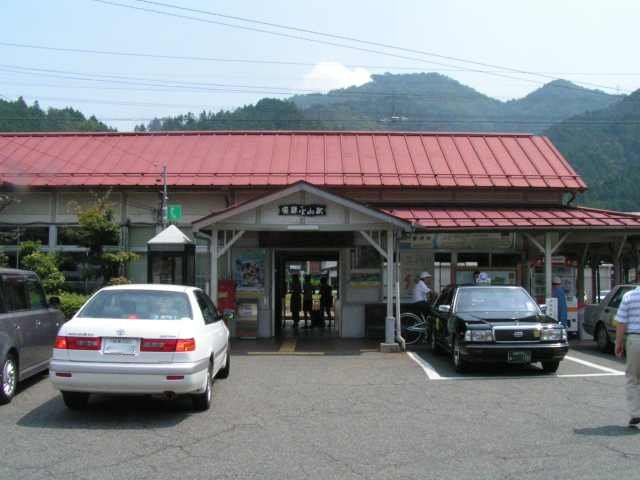
駅舎の一部（2006年8月）

## 利用状況
「岐阜県統計書」と「下呂市データ集」によると、近年の1日平均乗車人員は以下の通りである。
| 年度   | 1日平均 乗車人員 |
| ------ | ---------------- |
| 2000年 | 414              |
| 2001年 | 391              |
| 2002年 | 375              |
| 2003年 | 352              |
| 2004年 | 349              |
| 2005年 | 326              |
| 2006年 | 310              |
| 2007年 | 278              |
| 2008年 | 266              |
| 2009年 | 257              |
| 2010年 | 270              |
| 2011年 | 263              |
| 2012年 | 253              |
| 2013年 | 240              |
| 2014年 | 218              |
| 2015年 | 209              |
| 2016年 | 199              |
| 2017年 | 189              |
| 2018年 | 182              |
| 2019年 | 177              |
| 2020年 | 139              |
| 2021年 | 137              |
| 2022年 | 140              |

## 駅周辺
- 国道41号
- 下呂市金山振興事務所
  - 下呂市金山郷土館
- 中部電力大船渡ダム
- 中部電力大船渡ダム管理所
- 大船渡発電所
- 美濃太田工務区金山保線支区・金山電気派出
- 藤倉峡
- 金山橋

## バス路線
駅前から金山地域内各地へコミュニティバスのデマンド金山（北まわり・南まわり・市街地循環線）が運行されている。市街地循環線を除き予約制である。デマンド金山北回りの一部便は和良診療所前まで予約制で乗り入れ運行する。当日予約の場合、受付時間は8時から15時30分までとなっている。
北まわりは祖師野上 - 和良診療所間で八幡バス・和良線に接続する便があり、乗り継いで長良川鉄道の郡上八幡駅へ出ることが出来る。

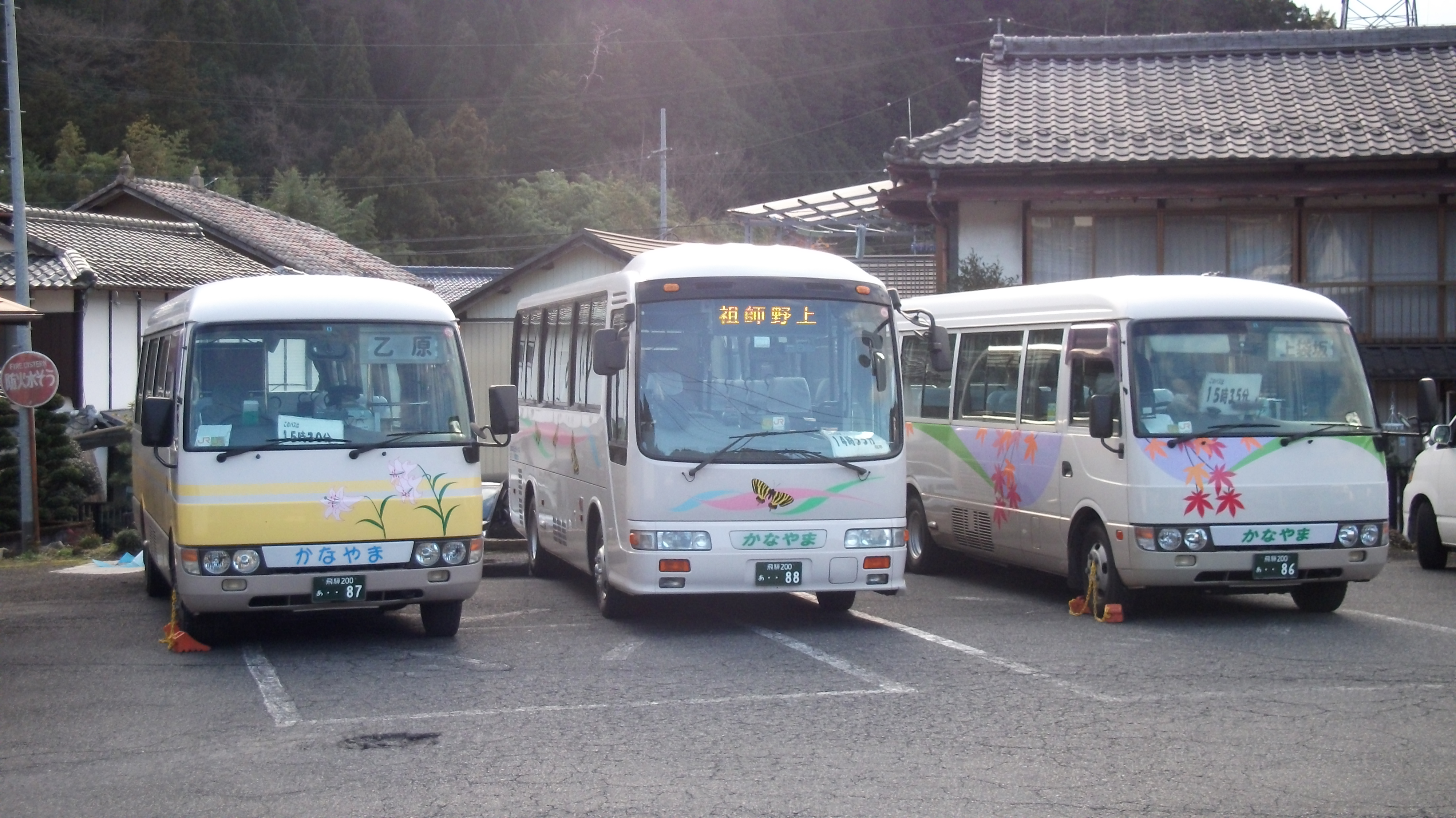
駅前に停車中のげろバス金山（2011年12月）

## その他
- 明治時代後期、飛騨金山駅付近から岐阜市を結ぶ中濃電気鉄道の計画が存在した。この鉄道は、現在の岐阜市と下呂市金山地域を関市経由で結ぶ予定であった。
- かつては、下呂駅と共に駅弁も販売されており、「栗こわい」（栗入りのおこわ）などが人気を博していたものの、2001年9月特急北アルプスの廃止と共に販売を終了した。

## 隣の駅
※当駅に一部が停車する特急「ひだ」の隣の停車駅は列車記事を参照のこと。
東海旅客鉄道（JR東海）
CG 高山本線
下油井駅 - 飛騨金山駅 - （福来信号場） - 焼石駅